# Al-Fadghami
Al-Fadghami (tiếng Ả Rập: الفدغمي) là một ngôi làng ở miền nam al-Hasakah, thủ đô phía đông bắc Syria.
Về mặt hành chính, ngôi làng thuộc về Nahiya Markada của quận al-Hasakah. Tại cuộc điều tra dân số năm 2004, nó có dân số 5.062.

## Qattunan
Câu chuyện về ngôi làng có thể là địa điểm của Qattunan cổ đại; một trung tâm tỉnh của vương quốc Mari. Qattunan có thể là cùng một "Gu-da-da-num" được đề cập trong các máy tính bảng Ebla. Nó được gọi là "Qatni", "Qatnu" và "Qa-tu-un" cho người Assyria.